# 烏布蘇湖
烏布蘇湖屬鹹水湖，主体位于蒙古国乌布苏省，東北部屬俄羅斯联邦圖瓦共和國。平均海拔 759米，面積 3,350 平方公里，是蒙古国水域面积最大的湖泊。

## 地理
烏布蘇湖长84公里，宽79公里，平均深度6米。注入该湖的主要河流是从汗科基夏爾嘎斯山國家公園流向西方的图伦河、纳尔河（Nariin gol）、特斯河，以及从西边的哈尔黑拉山流过来的哈尔黑拉河（Kharkhiraa River）以及桑格河（Sangil gol）。
烏布蘇湖所在的乌布苏盆地是一个内流盆地，是亞歐大陸保持得最好的溫帶草原景觀。乌布苏盆地中尚有其他較小的湖泊，最著名的有海拔1,450米的乌雷格湖（Ureg Lake）。
烏布蘇湖所在的乌布苏盆地于2003年被聯合國教科文組織列入世界遺產名錄。乌布苏盆地是世界遺產名錄上至今最大的项目之一。

## 生态环境
这片面积庞大的集水区，由于没有出口，所以成为高盐度水域（盐度为千分之18.8，是海水盐度的一半），盐度主要来自硫酸钠离子。
该湖每年10月到次年5月为冰期。夏季，该湖水面温度为25℃，水底温度为19℃。
已在乌布苏湖发现29种鱼类。其中之一是短颌山雅罗鱼（Oreoleuciscus potanini）。